# Duende Josele
José Manuel Díez Hernández (Zafra, 7 de junio de 1978), conocido artísticamente como Duende Josele, es un músico, poeta y cantautor español. Fue durante más de doce años vocalista y autor principal en El Desván del Duende, grupo desaparecido a finales de 2014. Desde 2015 comienza etapa musical en solitario como Duende Josele y ha publicado tres nuevos LP en versión CD y disco-libro, titulados La semilla, Desnudos integrales y Versos con Lengua, con la colaboración de artistas como José Mercé, Luis Eduardo Aute, Coque Malla, Luis Pastor, Ismael Serrano o el poeta Benjamín Prado, entre otros.

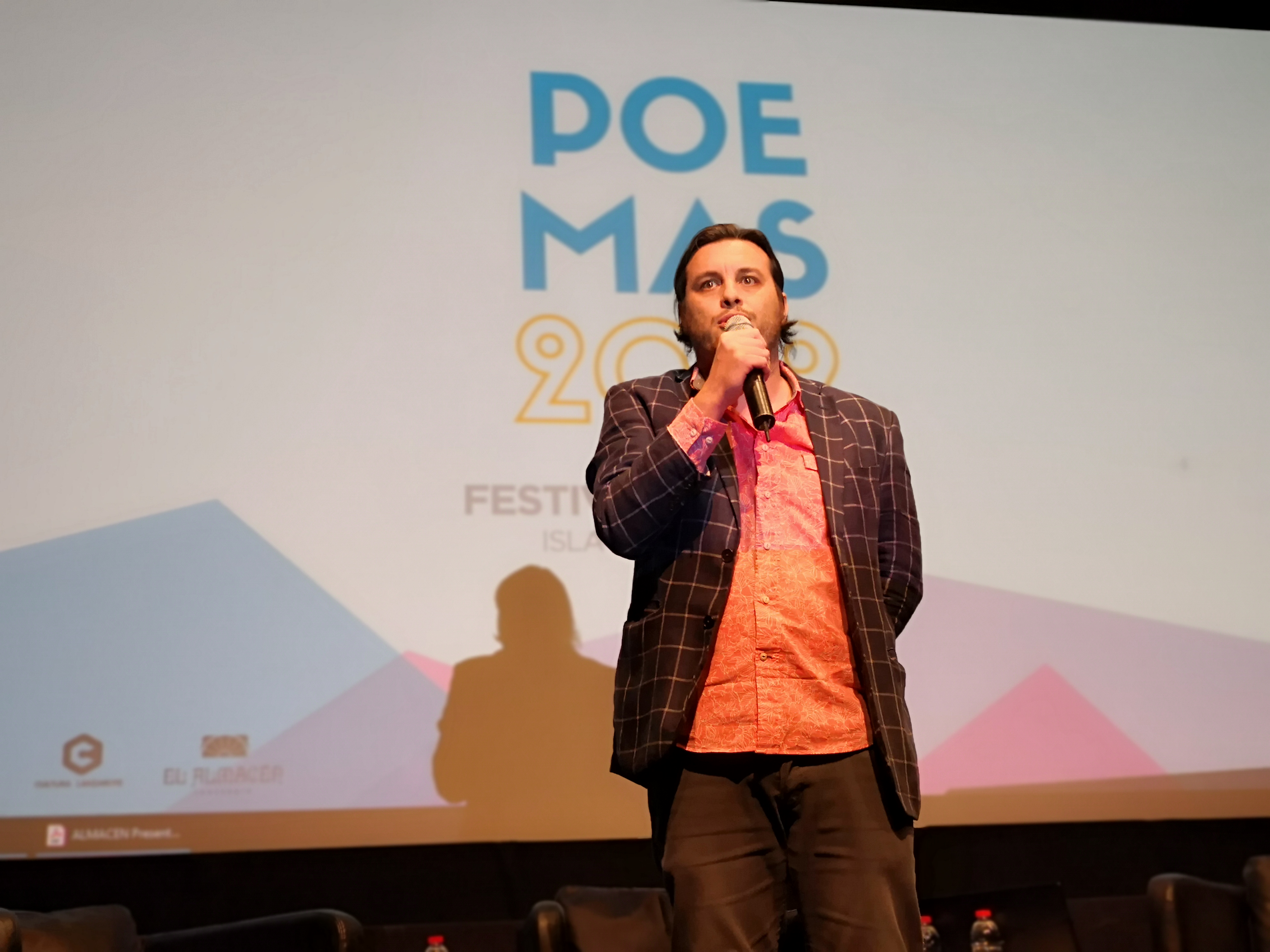
José Manuel Díez en el Festival de Poesía Isla de Lanzarote, Enero 2019

Como poeta ha publicado 4 libros hasta la fecha: La caja vacía (Visor Libros), Baile de máscaras (Ed. Hiperión), Estudio del enigma (Visor Libros) y El país de los imbéciles (Ed. Hiperión).

## Carrera musical
Entre 2002 y 2014, fue creador, vocalista y principal compositor del grupo musical El Desván del Duende, con el que realiza más de 700 conciertos, firma más de treinta canciones y publica tres discos, el primero titulado Eres buena gente, en el año 2007, en el que se incluye su tema Macetas de colores, himno de la candidatura de Cáceres 2016 como Ciudad de la Cultura Europea.
Otras de sus composiciones más reconocidas de esta etapa son A Volar, Vivo del aire, Mineápolis, Delinqüentes y poetas (homenaje personal al músico Migue Benítez), Di que sí (himno de la selección Española Paralímpica en Londres 2012), Sabor de rumba, y Calles de Badajoz (canción oficial del Carnaval de Badajoz, fiesta de interés turístico nacional).
En 2014 comienza nueva etapa en solitario, acompañado de nuevos músicos y fusionando nuevos sonidos más cercanos a las llamadas músicas del mundo. En noviembre de 2015 lanza su primer discolibro en solitario como Duende Josele, titulado "La semilla". La gira de presentación de dicho disco le lleva por Madrid, Barcelona, Valencia, Santiago de Compostela y muchas otras ciudades españolas, siendo incluido por el Ministerio de Cultura como artista de Girando por Salas.
En febrero de 2018 participa como pregonero en los Carnavales de Cáceres, ciudad a la que siempre ha estado muy vinculado creativamente. Y realiza su primera gira por Colombia, con conciertos y recitales en ciudades como Bogotá, Medellín, Cali, Pereira, Tuluá o Dosquebradas. 
En abril de 2019 se publica su segundo discolibro, titulado "Desnudos integrales", con el que realiza dos giras internacionales, en Colombia y Perú.
En verano de 2019 se publica su libro de aforismos Sietecientos Caballos Desbocados con la editorial Arscesis  en formato individual y personalizado.

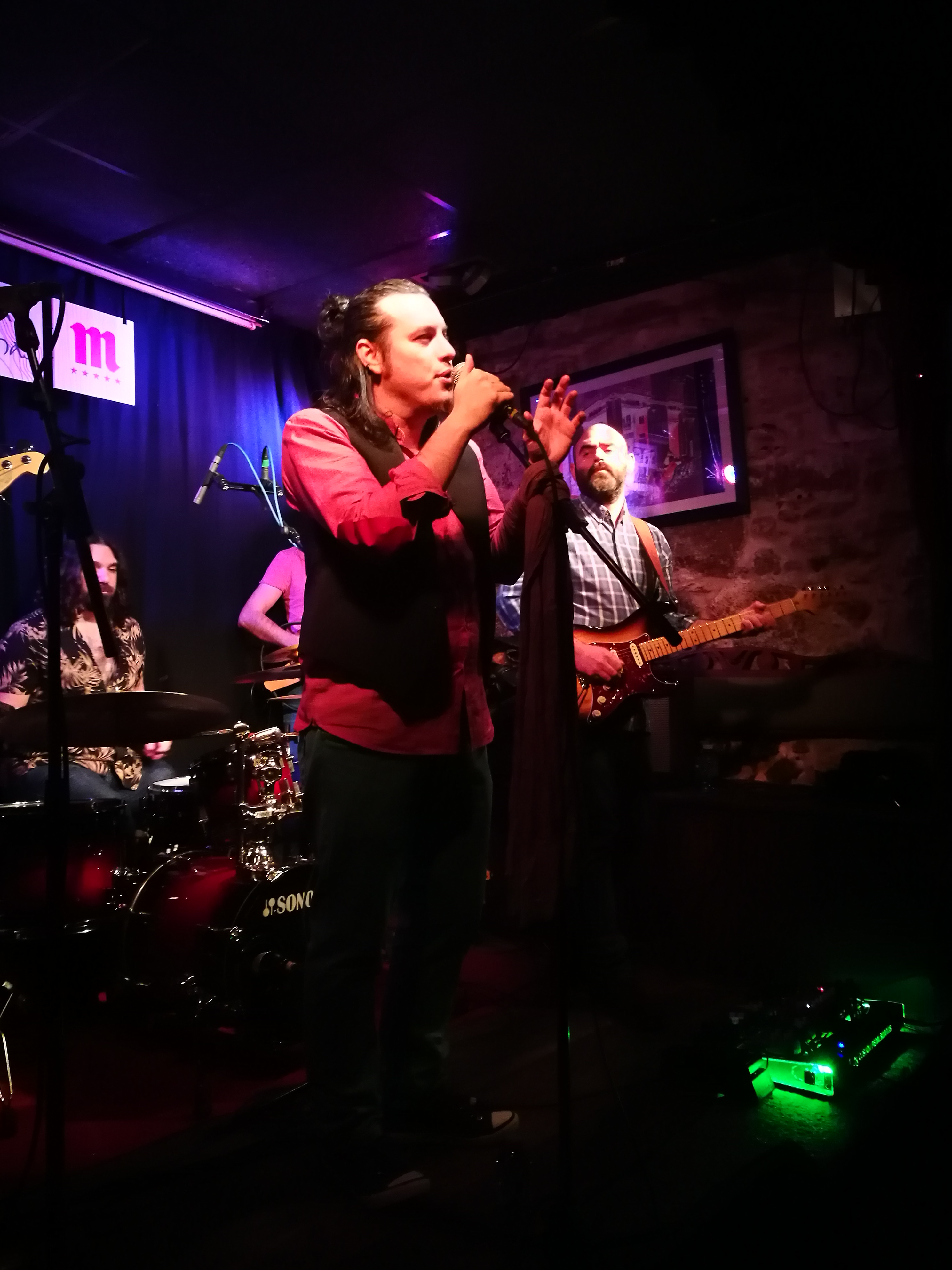
Duende Josele y la Filarmónica de Macondo, Casa das Crechas, Santiago de Compostela, Febrero 2018

En septiembre de 2021 se publica su tercer discolibro, titulado "Versos con Lengua", grabado junto a músicos como El Canijo de Jerez, Capitán Cobarde, Zenet o la cantautora argentina Sofía Viola.

## Trabajo literario
- Premio Conmemorativo Luis Rosales (Madrid, 2004)[7]
- Premio Vicente Aleixandre (Madrid, 2005)[8]
- Premio Cáceres Patrimonio de la Humanidad (Cáceres, 2005)[9]
- Premio La Voz + Joven (Madrid, 2008)
- Premio Hiperión (Madrid, 2013)[10]
- Premio Ciudad de Burgos (Burgos, 2014)[11]
- XXXIII Premio Jaén de Poesía (Jaén, 2017)[12]
- LIV Justas Literarias de Reinosa (Cantabria, 2022)[13]

En 2003 recibe en Madrid la Beca a la Creación Joven de la obra social de Caja Madrid. En 2005 representa a la juventud española en el III Encuentro internacional de Jóvenes Artistas asiáticos y españoles organizado por Casa Asia Barcelona. En el año 2006 crea, junto al poeta cacereño Juan Luis Serrano, Los Poetas Insólitos, un taller de sensibilización literaria para reclusos penitenciarios. Ese mismo año, el Centro de Iniciativas Turísticas de Zafra, su ciudad natal, le premia con la mención especial de Personaje del año, por su trayectoria musical y literaria, y es nombrado Extremeño Honorífico por las colectividades españolas de Buenos Aires y Rosario, en Argentina. En 2008 comparte con el cantaor José Mercé el galardón de Defensor de la cultura extremeña, otorgado por el ayuntamiento de Plasencia y las comarcas del Norte de Extremadura. En 2009 es elegido imagen de la campaña internacional Maltrato Zero contra la violencia de género, en la que colabora junto a otros músicos y actores españoles como Dani Martín, Eduardo Noriega o Maribel Verdú. En 2013 recibe de manos de la Reina Letizia el premio FEDER a la labor social en favor de las enfermedades raras por su canción Di que sí. El acto de entrega se celebra en el Senado, donde comparte galardón con distintas personalidades de la cultura y el deporte nacional, como la periodista Isabel Gemio o el seleccionador nacional de fútbol Vicente del Bosque.
Como escritor, compagina la poesía escrita con la poesía visual, el artículo periodístico y el relato corto. Poemas suyos han aparecido en publicaciones como Árrago, ABC Cultural, Hotel Kafka, Intramuros, Cuadernos Hispanoamericanos, Babelia, Nu2 o Mercurio. Colaborando habitualmente también con artículos de opinión en medios como Avuelapluma, Diario HOY, El Periódico Extremadura, Diario de Lanzarote o Salamanca RTV Al día. Así como tertuliano en distintos programas de Canal Extremadura Radio y TV. Ha sido incluido en las antologías poéticas: Compañeros de viaje (2008), Rutas literarias (2009), Cuadernos Baluerna (2010) y Matriz desposeída (2012), así como en los libros solidarios Poetas con Haití (2010), Letras para crecer (2014) y Mujeres (2014), donde reflexiona acerca del maltrato de género junto a otros músicos como Luis Eduardo Aute, Ariel Rot o Ismael Serrano. Desde 2009 dirige y protagoniza los espectáculos poético-musicales El vuelo del Paquidermo y Lecciones de ingravidez.

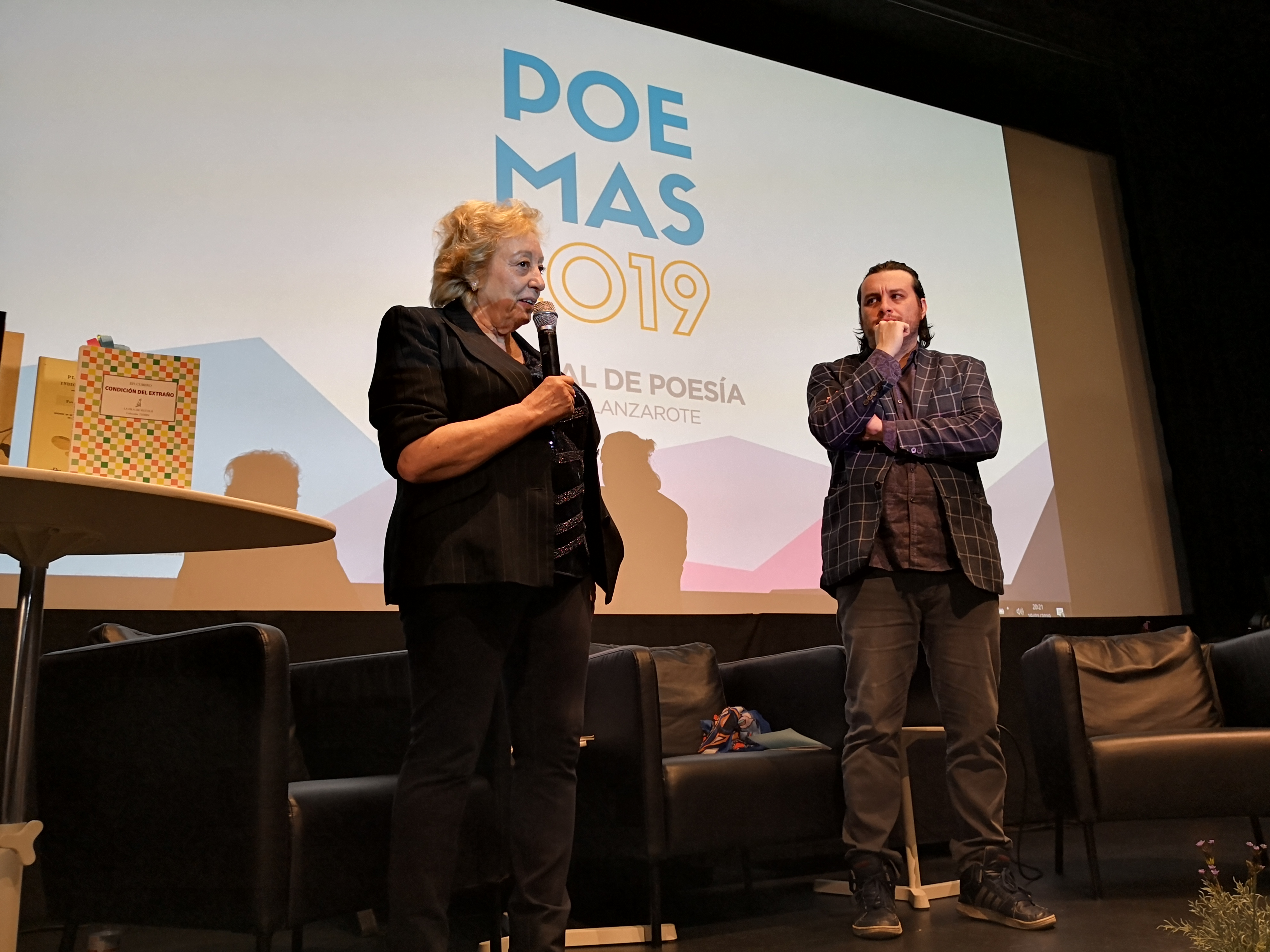
José Manuel Díez con Efi Cubero en el escenario del Festival de Poesía de Lanzarote 2019

En 2013 es galardonado con el prestigioso Premio Hiperión de poesía, por su libro Baile de máscaras, elegido también mejor libro de poemas del año 2013 por los lectores de El País y séptimo (7º) en la lista de Los 10 mejores libros del año en cualquier género, lo que le llevó a representar a la poesía española actual en el XI Encuentro Internacional de poesía Ciudad de Carabobo, en Venezuela y, posteriormente en distintos festivales internacionales de España, Portugal y Colombia.
Su último libro, El país de los imbéciles, publicado en 2017, es ganador del XXXIII Premio Jaén de Poesía. 
En 2022 ganó la quincuagésima octava edición de las Justas Literarias de Reinosa, con el poema "Virtud de lo breve".
Su obra poética ha sido parcialmente traducida al inglés, portugués y chino.

## Libros
| 42                              | Editorial Nuevas Letras | Poesía    |
| La caja vacía                   | Editorial Visor Libros  | Poesía    |
| Baile de máscaras               | Editorial Hiperión      | Poesía    |
| Estudio del enigma              | Editorial Visor Libros  | Poesía    |
| El país de los imbéciles        | Editorial Hiperión      | Poesía    |
| Setecientos Caballos Desbocados | Editorial Arscesis      | Aforismos |

## Discos con El Desván del Duende
| Eres buena gente      | 2007 | La Cueva Records |
| Increíble pero cierto | 2009 | Boa Music        |
| Besos de cabra        | 2012 | Sony Music       |

## Discos como Duende Josele
| La semilla (CD y Discolibro)              | 2015 | Verso_Libre Music |
| Desnudos Integrales (CD y Discolibro)     | 2019 | Verso_Libre Music |
| Versos con Lengua (CD, Disco-libro y USB) | 2021 | Verso_Libre Music |